# Inchiri
L'Inchiri (en arabe : إينشيري) est l'une des régions administratives (wilaya) de la Mauritanie, située dans l'ouest du pays. Sa capitale est Akjoujt.

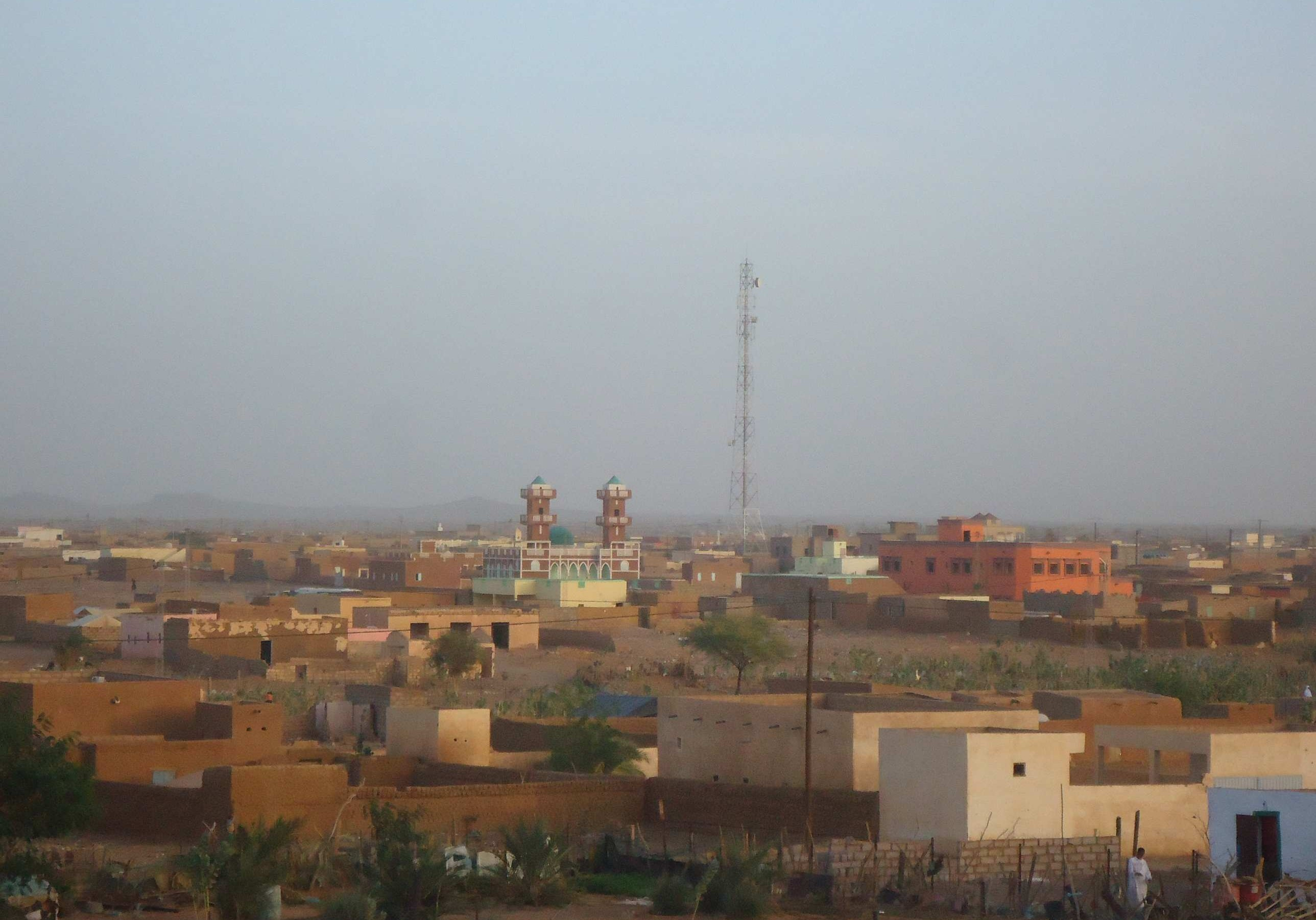
Ville d'Akjoujt

## Géographie
La superficie de l'Inchiri est d'environ 47 000 km2. Il est limité au nord et à l'ouest par la région du Dakhlet Nouadhibou — une partie du parc national du banc d'Arguin se situe sur le territoire de l'Inchiri —, au sud par le Trarza et à l'est par l'Adrar. Il possède une petite façade atlantique, entre Nouâmghâr et El Mhaijrat.
Le climat et chaud et sec, avec des maxima de température avoisinant 35,9 °C en moyenne et des minima de 21,4 °C. L'amplitude thermique journalière très forte provoque souvent l’éclatement des roches, ce qui par la suite génère la formation de sable. Quoique désertique, la région est proche de l'océan, elle subit donc l’influence combinée de l’alizé maritime et l’alizé continental, auxquels s'ajoute la mousson hivernale.
Orientés nord-est - sud-ouest, dans l’axe des vents dominants, les alizés, les massifs dunaires parallèles de l'Azefâl et de l'Akchâr encadrent la dépression du Tijirît. Le paysage s'y partage entre ergs et regs.
Trois types de sol sont présents : à l'ouest, des sols d’apport sur dépôts marins ou lacustres ; au centre et au nord, des sols brun-rouge subarides sur sable éolien et parfois des dunes de type barkhane ; enfin, à l'est, les sols d’ablution des déserts sur différentes roches. 
La végétation est rare et clairsemée. Le manque de végétation favorise la remise en mouvement des dunes auparavant fixées par une maigre biodiversité végétale. Sur les dunes, on trouve quelques herbes désertiques dominantes (Stipagrostis pungens, Panicum turgidum) et des plantes telles que Maerua crasifolia. Sont présents des groupements d’Acacia raddiana dans les lits des oueds, Tamarix senegalensis sur les terres salées , et Commiphora africana  dans le sud de la région.

## Histoire

### Toponymie
L'origine du nom Inchiri reste controversée. Il pourrait signifier en zenaga (langue berbère) « l’endroit aux arbres ». En effet, charan est un mot zenaga qui signifie « arbre ». Cette explication surprend aujourd'hui, s'agissant d'une région avant tout désertique.

## Organisation territoriale

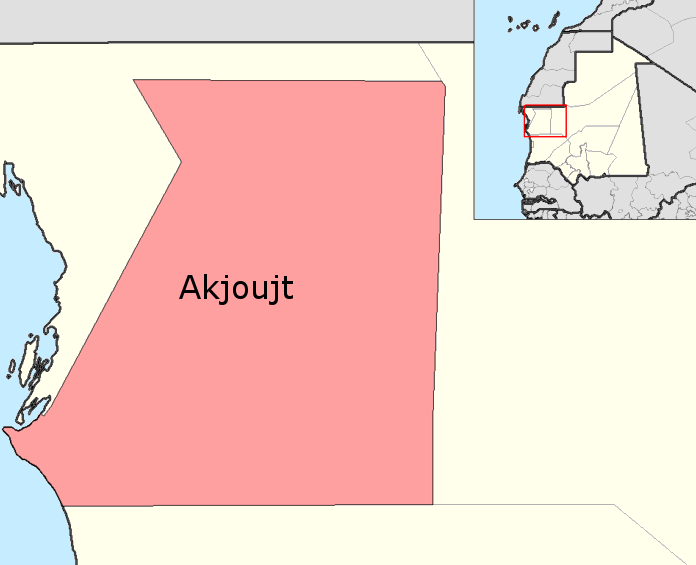
La moughataa d'Akjoujt

L'Inchiri compte une seule moughataa, Akjoujt, et deux communes toutes deux situées dans le sud-est de la région: 
- Akjoujt
- Bennechab

## Population
L'Inchiri est l'une des régions les moins peuplées de Mauritanie. Le déclin de la population s'est encore accentué à partir de la fin des années 1970 en raison des sécheresses successives. En 1977, la région comptait environ 18 000 habitants. Le recensement de 1988 chiffrait leur nombre à 14 613. Celui de 2000 en dénombrait 11 500, dont près de 8 000 à Akjoujt, capitale régionale, chef-lieu d'arrondissement et seul vrai centre urbain.

## Économie
Le destin de l'Inchiri, zone semi-désertique, est lié à l'exploitation des ressources de cuivre et d'or. Le reste des activités se limitent à l'élevage (en particulier de chameaux) et à l'agriculture, en particulier à Akjoujt qui est doté de nombreux jardins, irrigués grâce à des eaux souterraines, dont l'Inchiri est particulièrement riche.
Le sud-est de la région est traversé par l'axe routier bitumé qui relie la capitale du pays, Nouakchott, à la capitale de l'Adrar, Atar. La nouvelle route Nouakchott-Nouadhibou traverse également la région à l'ouest.
Akjoujt possède un aéroport (coide AITA : AJJ), mais pour l'essentiel la circulation des biens et des personnes se fait par la route.